# Lac de Vassivière
Der Lac de Vassivière [vasivjɛʁ] (okzitanisch Vaciviéra) ist einer der größten künstlichen Seen Frankreichs mit einer Fläche von etwa 10 km². Er befindet sich auf dem Plateau de Millevaches in den Département Creuse und Haute-Vienne. Es ist die größte Wasserfläche in der Region Limousin in Frankreich und dient der Wasserversorgung, der Wasserkraft und der Freizeitgestaltung. Es wurde zwischen 1947 und 1950 von Électricité de France errichtet.

## Bau
Der See wurde nach dem Zweiten Weltkrieg angelegt und zu Weihnachten 1950 eröffnet. Er wird von der Maulde, einem Nebenfluss der Vienne, und einigen Bächen in seinem Umkreis gespeist, darunter La Gane du Réau, der Bach von Haute-Faye, das Aquädukt des Sees von Lavaud-Gelade und das Wasser des Teichs von Arfeuille, das durch eine unterirdische Leitung zugeführt wird.

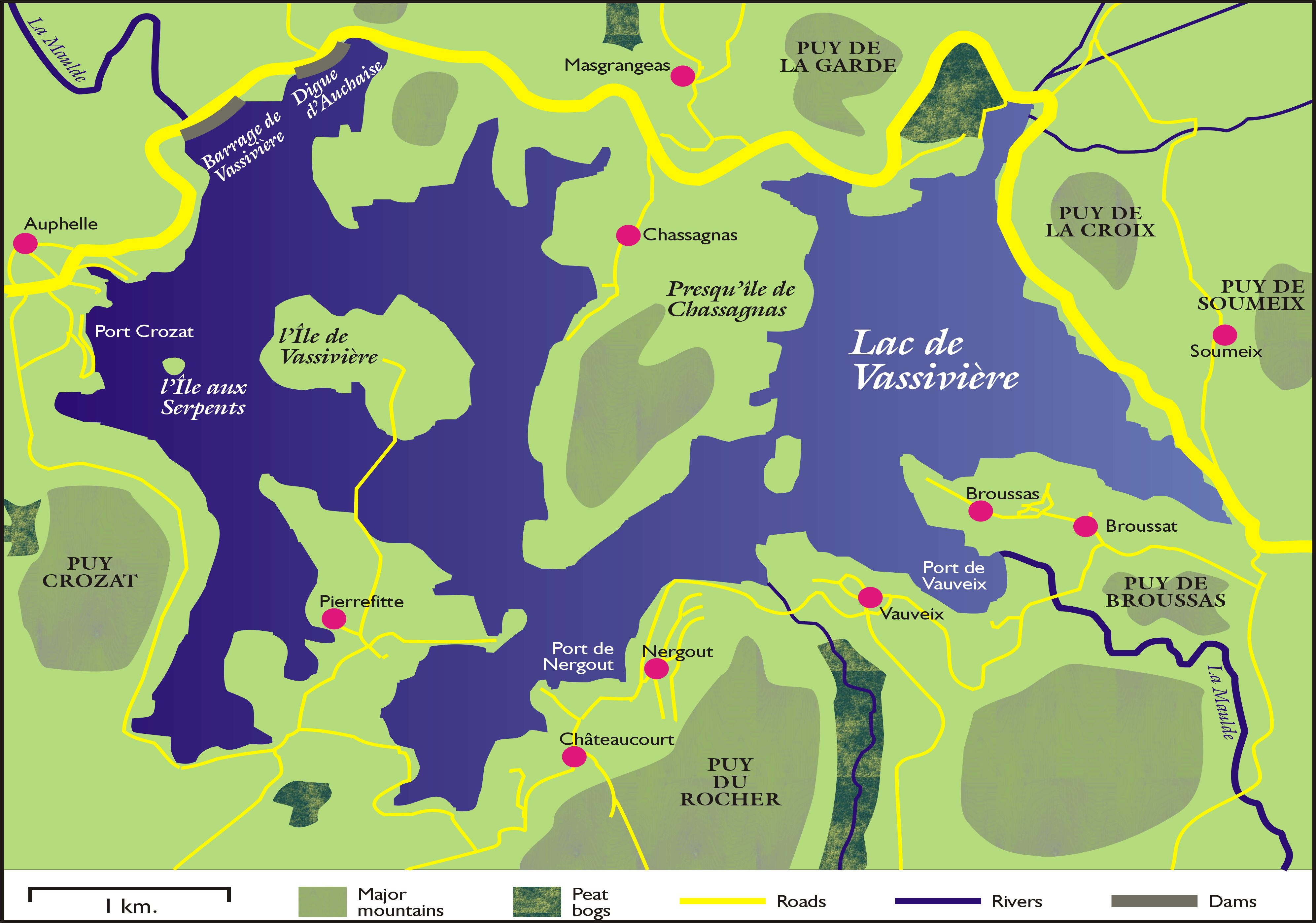
Kartenskizze des Vassivière-Sees.

Der nahegelegene Lavaud-Gelade-See mit einer Fläche von 285 Hektar wurde ebenfalls von der Électricité de France angelegt. Seit 1950 dient er als Wasserspeicher, der über eine unterirdische Leitung den See von Vassivière je nach dessen Wasserbedarf speist.
Der Lac de Vassivière speist ein Wasserkraftwerk in Mazet, im Westen, mit Wasser.

## Geografie und Umgebung
Der Lac de Vassivière ist von mehr als 7600 ha ökologisch oder naturräumlich interessanten Flächen (ZNIEFF: Zone naturelle d'intérêt écologique, faunistique et floristique) umgeben, die in 15 verschiedene Gebiete unterteilt sind. Diese stellen die gesamte Bandbreite der für das Plateau de Millevaches charakteristischen Landschaften dar: Torfmoor, Feuchtgebiet, Heide und Wald. Vor allem die Moore sind einzigartige und empfindliche kleine Ökosysteme, die aus vielen Schichten von Pflanzenmaterial bestehen und eine Kohlenstoffsenke bilden. Sie sind die Quellen vieler Bäche und Flüsse, die aus der Region fließen.
Das Klima wird durch die erhöhte Lage im Landesinneren stark beeinflusst. Die Winter in Millevaches sind kalt und die Schneefälle sind stark genug für einige Wintersportarten. Der Frühling ist im Allgemeinen kühl und feucht, und der Sommer ist warm und angenehm, wenn auch mit gelegentlichen heftigen Gewittern. Der Herbst bringt oft eine Periode mit viel Sonne und Wärme.
Der Lac de Vassivière ist flächenmäßig der sechzehntgrößte See Frankreichs, aber der sechstgrößte unter den künstlichen Seen und der zehntgrößte unter den Süßwasserseen. Er ist von vielen verschiedenen Gemeinden umgeben, darunter:
- in Creuse: Faux-la-Montagne, Royère-de-Vassivière
- in Haute-Vienne: Beaumont-du-Lac, Peyrat-le-Château

## Freizeiteinrichtungen

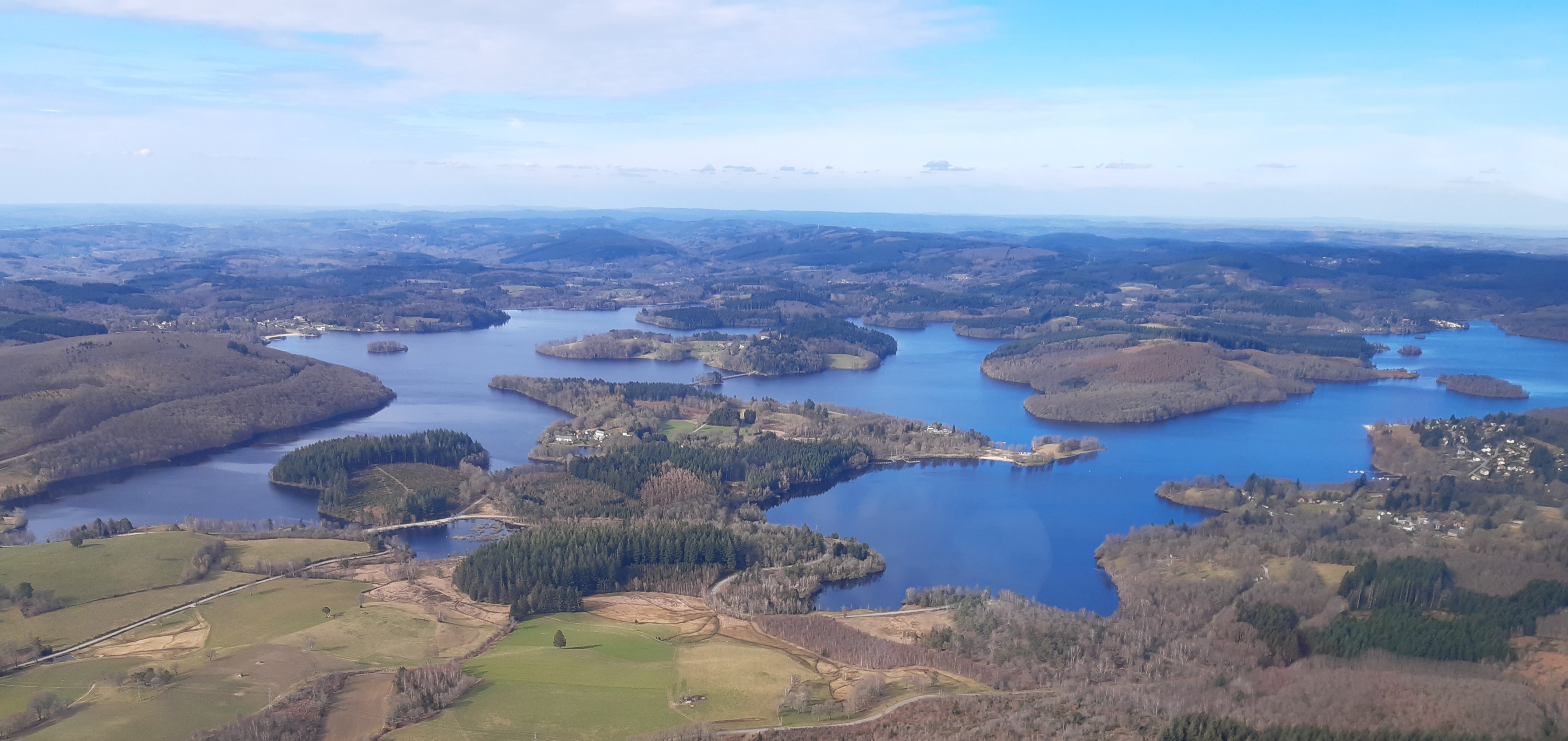
Lac de Vassivière

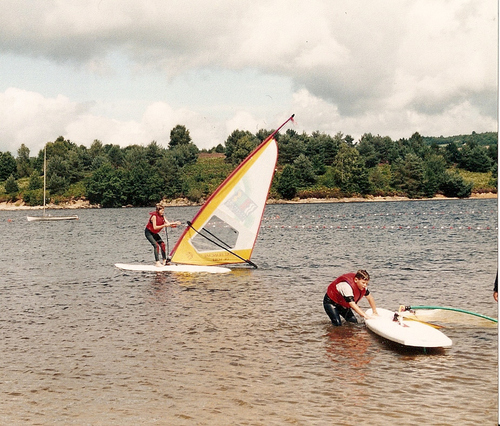
Windsurfer am Lac de Vassivière

Da der Lac de Vassivière vollständig im Regionalen Naturschutzgebiet Regionaler Naturpark Millevaches en Limousin liegt, sind große Teile seines Ufers vor übermäßiger Bebauung geschützt und bilden einen wichtigen Zufluchtsort für die Tierwelt, insbesondere für Wildblumen.
Mit 45 Kilometern Küstenlinie gibt es jedoch immer noch Raum für eine umfangreiche touristische Entwicklung, meist an gut abgegrenzten, kleinen Standorten. So gibt es Camping- und Picknickplätze, kleine Gastronomiebetriebe, Hotels, künstliche Strände und kleine Häfen. Es ist ein beliebtes Segelrevier mit abgegrenzten Zonen für Motorboote und Wasserski. Ein Großteil der umliegenden Wohnhäuser ist auf Touristen ausgerichtet. Es gibt zahlreiche organisierte Rad- und Wanderveranstaltungen. Der See ist in der Tat zum wichtigsten Sportgebiet der Region geworden, insbesondere für den Wassersport.

## Radsport
Die Straße, die die Dörfer rund um den See erschließt, wurde später nach dem in Masbaraud-Mérignat geborenen Raymond Poulidor Circuit Raymond Poulidor benannt.
Drei Etappen Einzelzeitfahren der Tour de France fanden rund um den Lac de Vassivière statt, jeweils auf der vorletzten Etappe. Das erste fand 1985 statt und wurde von Greg LeMond über eine Distanz von 47,5 km gewonnen. Bei der Tour de France 1990 gewann Erik Breukink die 45,5 km lange Strecke. Die Tour 1995, wieder für ein 46,5 km langes Zeitfahren um den See, wurde von Miguel Indurain gewonnen. Bei der 9. Etappe der Tour de France 2023 findet hier ein Zwischensprint statt.
Der See war 2012 auch Zielort der dritten Etappe von Paris-Nizza, die Alejandro Valverde gewann.

## L'île de Vassivière

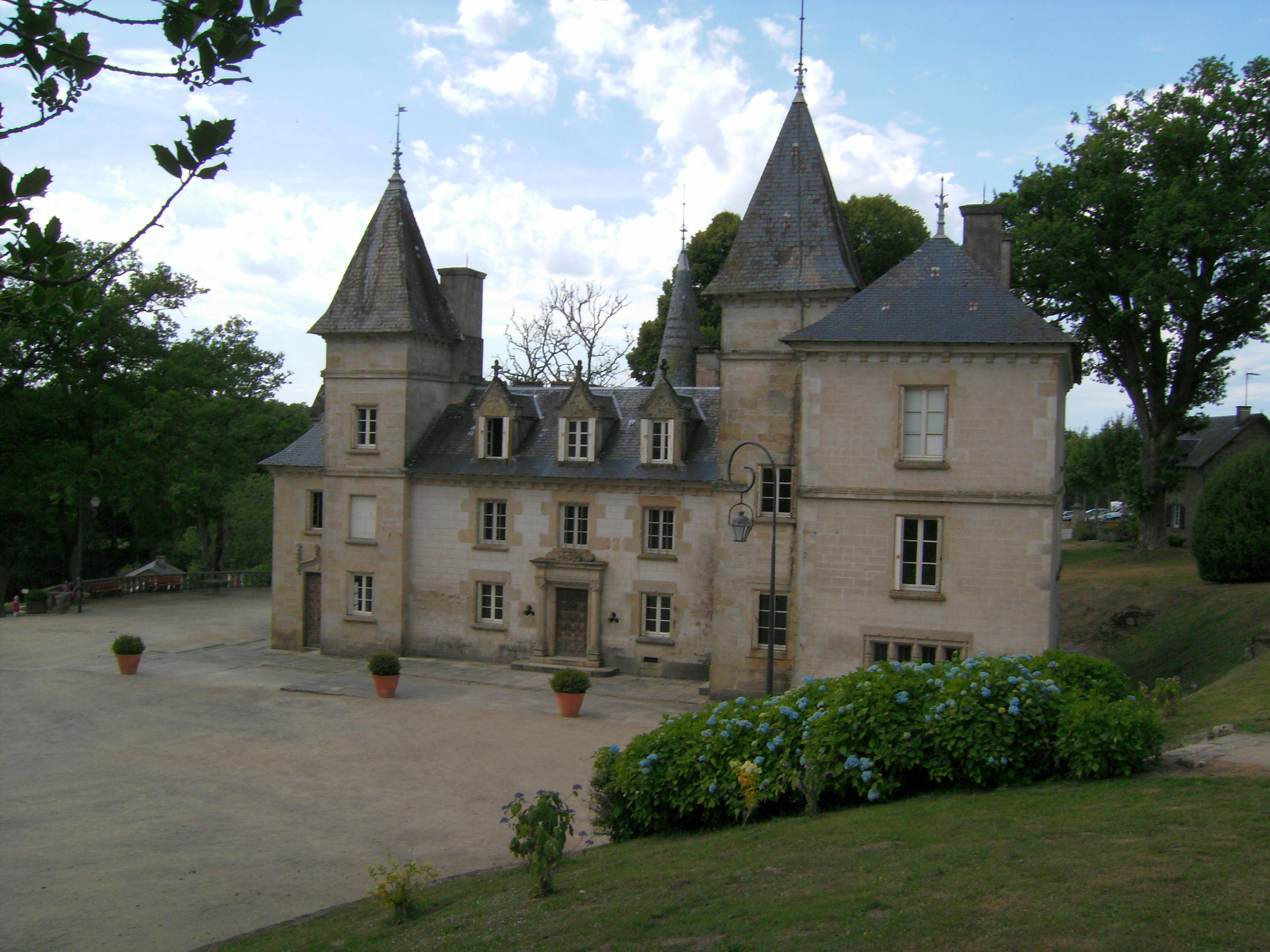
Le château de l'île

In der Mitte des Sees befindet sich eine 70 Hektar große Insel, die das Centre international d'art et du paysage de Vassivière beherbergt, das durch den Verein Limousin Art Contemporain & sculptures (LAC&S) gegründet wurde. Von 1989 bis 2000 wurde die Einrichtung von Dominique Marchès und von 2001 bis 2004 von Guy Tortosa geleitet. Chiara Parisi war von 2004 bis 2011 Direktorin. Marianne Lanavère folgte ihr 2011, bevor Alexandra McIntosh 2021 in dieses Amt berufen wurde. Der kegelförmige Leuchtturm des Kunstzentrums, 1988 von Aldo Rossi entworfen, grenzt an ein langes Kirchenschiff, das als Ausstellungsraum für zeitgenössische Künstler dient.
Die Insel ist über einen Damm mit dem Festland verbunden. Nur zugelassene Fahrzeuge sind erlaubt, so dass die Insel normalerweise nur zu Fuß oder mit der Besucherbahn erreichbar ist.

## Transport
Der See ist vollständig von Straßen und Wanderwegen umgeben. Der nächstgelegene Bahnhof ist Eymoutiers/Lac de Vassivière. Neben geführten Bootstouren gibt es auch ein kostenloses Wassertaxi auf dem See.